# Salgótarján címere

A város címere

1922-ben nyilvánították várossá, 1929-ben pedig megyei városi státuszt kapott, de Salgótarján hivatalos címere először csak 1938-ban jött létre. A szocialista városcímer 1967-ben született meg, amelyet azonban 1992-ben a rendszerváltás után, az akkori önkormányzati képviselő testület a 16/1992.(VIII.31.)Ör. sz. rendeletében hatályon kívül helyezett és elfogadta a jelenlegi címert.

## A címer leírása
Salgótarján város címere csücskös talpú, hasított pajzs.
- Jobb oldalán az ipari-bányászati múltra utaló fekete mezőjében a három ezüst (fehér) pólya (sáv) a helységet átszelő vizeket (Salgó-, Tarján- és Pécskő-patakot) jelképezi.
- A bal oldali ezüstmezőben a hármas zöld színű halom felett fekete, felröppenő helyzetű sas látható. A hármas zöld halom a város természeti környezetére, a fekete sas a honfoglaló magyarok Tarján nevű törzsére utal.
- A pajzsfőn aranyszínű, ötös osztású, ívelt, a pajzzsal két szélén közvetlenül érintkező koronát formázó bástya helyezkedik el, mely a Salgótarjánt körülvevő várakat (Baglyaskő, Salgó, Zagyvafő) szimbolizálja.

## Címertörénet
1922-ben lett Salgótarján város. Ezután tervezték meg a város első címerét, mely Széll Sándor 1941-es munkája alapján a következőképp nézett ki: egy kékkel és ezüsttel hétszer balharánt osztott pajzsban fekete sas látható. 
A szocialista városcímer a vörös és fekete alapszínnel a munkásvárosjelleget és bányászatot kívánta kifejezni. A motívumai, amelyek egyszerre mesteralakok és címerképek keveredését jelentik, „lebegő” téglahalom és egy háromnegyed fogaskerék, amely a városépítést és iparfejlődést jelképezné, de az ábrázolás a heraldika szabályainak ellentmond.

## Külső hivatkozások
- Dr. Széll Sándor: Városaink neve, címere és lobogója, 1941.. [2005. április 12-i dátummal az [ eredetiből] archiválva]. (Hozzáférés: 2009. augusztus 18.)
- Salgótarján város Archiválva 2009. február 21-i dátummal a Wayback Machine-ben, nemzetijelkepek.hu